# Hrabstwo Haywood (Karolina Północna)

Piramida wieku hrabstwa

Hrabstwo Haywood – hrabstwo w USA, w stanie Karolina Północna, według spisu z 2000 roku liczba ludności wynosiła 54 033. Siedzibą hrabstwa jest Waynesville.

## Geografia
Według spisu hrabstwo zajmuje powierzchnię 1436 km², z czego 1434 km² stanowią lądy, a 2 km² stanowią wody.

### Miasta
- Canton
- Clyde
- Maggie Valley
- Waynesville

### CDP
- Lake Junaluska
- West Canton

### Sąsiednie hrabstwa
- Hrabstwo Cocke (Tennessee)
- Hrabstwo Madison
- Hrabstwo Buncombe
- Hrabstwo Transylvania
- Hrabstwo Jackson
- Hrabstwo Swain
- Hrabstwo Sevier (Tennessee)